# Quinten Smout
Quinten Smout (15 februari 2002) is een Belgisch basketballer.

## Carrière
Smout speelde in de jeugd van de Antwerp Giants tot in 2019. In 2019 maakte zijn vader Luc Smout de overstap naar BC Oostende en ging Quinten spelen voor BC Gistel-Oostende de opleidingsploeg. Hij speelde sporadisch wedstrijden met de eerste ploeg in Oostende en won met hen de landstitel en de beker (hij speelde niet in de finale). In 2021 keerde zijn vader terug naar de Giants en Quinten volgde opnieuw hij speelde voor zowel de eerste als de tweede ploeg.
Vanaf het seizoen 2022/23 is hij voltijds prof bij de eerste ploeg, hij won met de Giants in 2023 de beker van België. In de zomer van 2023 maakte hij de overstap naar Spirou Charleroi.

## Privéleven
Zijn vader Luc Smout is een basketbalcoach.

## Erelijst
- Belgisch landskampioen: 2021
- Belgisch bekerwinnaar: 2021, 2023
- Kampioen derde klasse: 2022